# Ekstraliga polska w unihokeju mężczyzn
Ekstraliga polska w unihokeju mężczyzn – najwyższa klasa ligowych rozgrywek unihokeja mężczyzn w Polsce. Triumfator ligi zostaje Mistrzem Polski, zaś najsłabsza drużyna relegowana jest do I ligi. Rozgrywki organizowane są od sezonu 1997/98 przez Polski Związek Unihokeja. Najbardziej utytułowanym klubem jest KS Szarotka Nowy Targ, który posiada 11 tytułów Mistrza Polski. Od sezonu 2013/14 rozgrywki odbywają się pod nazwą Salming Ekstraliga.

## Edycje rozgrywek
| Sezon               | mistrz                | wicemistrz            | III miejsce                |
| 1 liga mężczyzn     | 1 liga mężczyzn       | 1 liga mężczyzn       | 1 liga mężczyzn            |
| ------------------- | --------------------- | --------------------- | -------------------------- |
| 1997/98             | Dajar´s Team Warszawa | Old Boys Podhale      | KS Szarotka Nowy Targ      |
| 1998/99             | Podhale Nowy Targ     | KS Szarotka Nowy Targ | Old Boys Nowy Targ         |
| 1999/00             | KS Szarotka Nowy Targ | Podhale Nowy Targ     | Elhok Elbląg               |
| 2000/01             | KS Szarotka Nowy Targ | UKS Absolwent Siedlec | Elhok Elbląg               |
| 2001/02             | KS Szarotka Nowy Targ | UKS Absolwent Siedlec | KS Górale Nowy Targ        |
| 2002/03             | KS Szarotka Nowy Targ | UKS Absolwent Siedlec | KS Gorce Nowy Targ         |
| 2003/04             | KS Szarotka Nowy Targ | UKS Absolwent Siedlec | KS Górale Nowy Targ        |
| 2004/05             | KS Szarotka Nowy Targ | KS Górale Nowy Targ   | UKS Absolwent Siedlec      |
| 2005/06             | KS Szarotka Nowy Targ | KS Górale Nowy Targ   | UKS Orły Suwałki           |
| 2006/07             | KS Szarotka Nowy Targ | KS Górale Nowy Targ   | TKKF Pionier Jadberg Tychy |
| 2007/08             | KS Szarotka Nowy Targ | KS Górale Nowy Targ   | UKS Absolwent Siedlec      |
| 2008/09             | KS Szarotka Nowy Targ | KS Górale Nowy Targ   | UKS Absolwent Siedlec      |
| Ekstraliga mężczyzn |                       |                       |                            |
| 2009/10             | KS Szarotka Nowy Targ | KS Górale Nowy Targ   | MUKS Zielonka              |
| 2010/11             | KS Górale Nowy Targ   | KS Szarotka Nowy Targ | UKS Absolwent Siedlec      |
| 2011/12             | KS Górale Nowy Targ   | KS Szarotka Nowy Targ | MUKS Zielonka              |
| 2012/13             | KS Górale Nowy Targ   | MUKS Zielonka         | KS Szarotka Nowy Targ      |
| 2013/14             | MUKS Zielonka         | KS Szarotka Nowy Targ | KS Górale Nowy Targ        |
| 2014/15             | KS Górale Nowy Targ   | MUKS Zielonka         | KS Szarotka Nowy Targ      |
| 2015/16             | KS Górale Nowy Targ   | KS Szarotka Nowy Targ | MUKS Zielonka              |
| 2016/17             | MUKS Zielonka         | KS Górale Nowy Targ   | KS Szarotka Nowy Targ      |
| 2017/18             | KS Górale Nowy Targ   | MUKS Zielonka         | KS Szarotka Nowy Targ      |
| 2018/19             | KS Górale Nowy Targ   | KS Szarotka Nowy Targ | MUKS Zielonka              |
| 2019/20             | KS Górale Nowy Targ   | UKS Bankówka Zielonka | SKS Olimpia Łochów         |
| 2020/21             | UKS Bankówka Zielonka | KS Szarotka Nowy Targ | Gorzów Wielkopolski        |
| 2021/22             | UKS Bankówka Zielonka | KS Szarotka Nowy Targ | SKS Olimpia Łochów         |
| 2022/23             | UKS Bankówka Zielonka | SKS Olimpia Łochów    | KS Szarotka Nowy Targ      |

## Bilans klubów 1998-2022
| Pozycja | Nazwa klubu                | mistrz                                                                | wicemistrz                                         | III miejsce                            |
| ------- | -------------------------- | --------------------------------------------------------------------- | -------------------------------------------------- | -------------------------------------- |
| 1.      | KS Szarotka Nowy Targ      | 11 (2000, 2001, 2002, 2003, 2004, 2005, 2006, 2007, 2008, 2009, 2010) | 7 (1999, 2011, 2012, 2014, 2016, 2019, 2021, 2022) | 6 (1998, 2013, 2015, 2017, 2018, 2023) |
| 2.      | KS Górale Nowy Targ        | 8 (2011, 2012, 2013, 2015, 2016, 2018, 2019, 2020)                    | 7 (2005-2010, 2017)                                | 3 (2002, 2004, 2014)                   |
| 3.      | UKS Bankówka Zielonka      | 3 (2021, 2022, 2023)                                                  | 1 (2020)                                           |                                        |
| 4.      | MUKS Zielonka              | 2 (2014, 2017)                                                        | 4 (2013, 2015, 2018, 2020)                         | 4 (2010, 2012, 2016, 2019)             |
| 5.      | Podhale Nowy Targ          | 1 (1999)                                                              | 1 (2000)                                           |                                        |
| 6.      | Dajar´s Team Warszawa      | 1 (1998)                                                              |                                                    |                                        |
| 7.      | UKS Absolwent Siedlec      |                                                                       | 4 (2001, 2002, 2003, 2004)                         | 4 (2005, 2008, 2009, 2011)             |
| 8.      | Old Boys Nowy Targ         |                                                                       | 1 (1998)                                           |                                        |
| 9.      | Elhok Elbląg               |                                                                       |                                                    | 2 (2000-2001)                          |
|         | SKS Olimpia Łochów         |                                                                       | 1 (2023)                                           | 2 (2020, 2022)                         |
| 10.     | Old Boys Podhale           |                                                                       |                                                    | 1 (1999)                               |
|         | KS Gorce Nowy Targ         |                                                                       |                                                    | 1 (2003)                               |
|         | UKS Orły Suwałki           |                                                                       |                                                    | 1 (2006)                               |
|         | TKKF Jadberg Pionier Tychy |                                                                       |                                                    | 1 (2007)                               |
|         | Gorzów Wielkopolski        |                                                                       |                                                    | 1 (2021)                               |